# Merremia
Genre
Merremia est un genre de plantes de la famille des Convolvulaceae.

## Liste des espèces, variétés et sous-espèces
Selon Catalogue of Life (13 septembre 2017) :
- Merremia aegyptia (L.) Urb.
- Merremia ampelophylla Hall. fil.
- Merremia aniseiifolia Ooststr.
- Merremia aturensis (Kunth) Hall. fil.
- Merremia austinii J.A. McDonald
- Merremia bambusetorum Kerr
- Merremia bimbim (Gagnep.) Ooststr.
- Merremia bipinnatipartita (Engl.) Hall. fil.
- Merremia boisiana (Gagnep.) van Ooststroom
- Merremia bracteata P.S. Bacon
- Merremia caloxantha (Diels) Staples & R. C. Fang
- Merremia calyculata Ooststr.
- Merremia candeoi (A.Terracc.) Sebsebe
- Merremia cielensis J.A.McDonald
- Merremia cissoides (Lam.) Hall. fil.
- Merremia clemensiana Ooststr.
- Merremia cordata C. Y. Wu & R. C. Fang
- Merremia crassinervia Ooststr.
- Merremia davenportii (F.Müll.) Hall. fil.
- Merremia dichotoma Ooststr.
- Merremia digitata (Spreng.) Hall. fil.
- Merremia dimorphophylla (Verdc.) Sebsebe
- Merremia discoidesperma (J. D. Sm.) O'Donell
- Merremia dissecta (Jacquin) Hall. fil.
- Merremia eberhardtii (Gagnep.) N.T. Nhan
- Merremia ellenbeckii Pilger
- Merremia emarginata (Burm. fil.) Hall. fil.
- Merremia flagellaris (Choisy) O'Donell
- Merremia gallabatensis Hall. fil.
- Merremia gemella (Burm. fil.) Hall. fil.
- Merremia gorinii Chiov.
- Merremia gracilis E.J.F. Campbell & G. Argentina
- Merremia grandiflora Ooststr.
- Merremia guerichii A. Meeuse
- Merremia hainanensis H. S. Kiu
- Merremia hassleriana (Chodat & Hassl.) Hassl.
- Merremia hederacea (Burm. fil.) Hall. fil.
- Merremia hemmingiana Verdc.
- Merremia heringeri K. Afzelius
- Merremia hirta (L.) Merr.
- Merremia hoehnei Petrongari & Sim.-Bianch.
- Merremia hornbyi B. Verdcourt
- Merremia hungaiensis (Lingelsheim & Borza) R. C. Fan
- Merremia kentrocaulos (C.B. CI.) Rendle
- Merremia kimberleyensis R.W.Johnson
- Merremia kingii (Prain) Kerr
- Merremia korthalsiana Ooststr.
- Merremia lobulibracteata E.Carranza & Murguía
- Merremia macdonaldii S. Valencia Avalos & M. Martinez Gordillo
- Merremia macrocalyx (Ruiz & Pav.) O'Donell
- Merremia malvaefolia Rendle
- Merremia mammosa (Lour.) Hall. fil.
- Merremia maypurensis Hall. fil.
- Merremia multisecta Hall. fil.
- Merremia nervosa Pittier
- Merremia obtusa (Verdc.) Thulin
- Merremia pacifica Ooststr.
- Merremia palmata Hall. fil.
- Merremia palmeri (S. Wats.) Hall. fil.
- Merremia pavonii (Hall. fil.) D.F. Austin & G.W. Staples
- Merremia peltata (L.) Merr.
- Merremia pierrei (Gagnep.) P.H. Hô
- Merremia pinnata (Hochst. ex Choisy) Hall. fil.
- Merremia platyphylla (Fern.) O'Donell
- Merremia poranoides (C. B. Cl.) Hall. fil.
- Merremia porrecta Pilger
- Merremia pterygocaulos (Choisy) Hall. fil.
- Merremia pulchra Ooststr.
- Merremia quercifolia Hall. fil.
- Merremia quinata (R. Br.) van Ooststroom
- Merremia quinquefolia (L.) Hall. fil.
- Merremia rajasthanensis M.M. Bhandari
- Merremia repens D.F. Austin & G.W. Staples
- Merremia retusa (Baker) H. Manitz
- Merremia rhynchorrhiza Hall. fil.
- Merremia sapinii De Wild.
- Merremia semisagitta (Griseb. ex Peter) Dandy
- Merremia sibirica (L.) Hall. fil.
- Merremia similis Elmer
- Merremia somalensis (Vatke) Hall. fil.
- Merremia spongiosa Rendle
- Merremia steenisii van Ooststroom
- Merremia stellata Rendle
- Merremia subpalmata Verdc.
- Merremia subsessilis (Courch. & Gagnep.) N.T. Nhan
- Merremia ternifolia Pittier
- Merremia thorelii (Gagnep.) Staples
- Merremia tomentosa (Choisy) Hall. fil.
- Merremia tonkinensis (Gagnep.) N.T. Nhan
- Merremia truncata Verdc.
- Merremia tuberosa (L.) Rendle
- Merremia umbellata (L.) Hall. fil.
- Merremia verdcourtiana J. Lejoly & S. Lisowski
- Merremia verecunda Baker & Rendle
- Merremia verruculosa S. Y. Liu
- Merremia vitifolia (Burm. fil.) Hall. fil.
- Merremia warderensis Sebsebe
- Merremia weberbaueri Ooststr.
- Merremia wurdackii D.F. Austin & G.W. Staples
- Merremia xanthophylla Hall. fil.
- Merremia yunnanensis (Courchet & Gagnep.) R. C. Fang

Selon GRIN (13 septembre 2017) :
- Merremia discoidesperma (Donn. Sm.) OʼDonell
- Merremia emarginata (Burm. f.) Hallier f.
- Merremia gemella (Burm. f.) Hallier f.
- Merremia hederacea (Burm. f.) Hallier f.
- Merremia hirta (L.) Merr.
- Merremia palmeri (S. Watson) Hallier f.
- Merremia pterygocaulos (Choisy) Hallier f.
- Merremia sibirica (L.) Hallier f.

Selon ITIS (13 septembre 2017) :
- Merremia aegyptia (L.) Urb.
- Merremia cissoides (Lam.) Hallier f.
- Merremia dissecta (Jacq.) Hallier f.
- Merremia gemella (Burm. f.) Hallier f.
- Merremia hederacea (Burm. f.) Hallier f.
- Merremia peltata (L.) Merr.
- Merremia quinquefolia (L.) Hallier f.
- Merremia tuberosa (L.) Rendle
- Merremia umbellata (L.) Hallier f.

Selon NCBI (13 septembre 2017) :
- Merremia aegyptia
- Merremia ampelophylla
- Merremia aturensis
- Merremia aurea
- Merremia austinii
- Merremia borneensis
- Merremia caloxantha
- Merremia cielensis
- Merremia cissoides
- Merremia digitata
  - variété Merremia digitata var. elongata
- Merremia dimorphophylla
- Merremia discoidesperma
- Merremia dissecta
  - variété Merremia dissecta var. edentata
- Merremia eberhardtii
- Merremia emarginata
- Merremia gallabatensis
- Merremia gangetica
- Merremia gemella
- Merremia gracilis
- Merremia guerichii
- Merremia hassleriana
- Merremia hastata
- Merremia hederacea
- Merremia hirta
- Merremia hungaiensis
- Merremia incisa
- Merremia kentrocaulos
- Merremia kimberleyensis
- Merremia lobata
- Merremia macdonaldii
- Merremia macrocalyx
- Merremia mammosa
- Merremia maypurensis
- Merremia palmata
- Merremia peltata
- Merremia pinnata
- Merremia platyphylla
- Merremia poranoides
- Merremia pterygocaulos
- Merremia quercifolia
- Merremia quinata
- Merremia quinquefolia
- Merremia sapinii
- Merremia semisagitta
- Merremia sibirica
- Merremia somalensis
- Merremia stellata
- Merremia subsessilis
- Merremia thorelii
- Merremia tuberosa
- Merremia umbellata
  - sous-espèce Merremia umbellata subsp. orientalis
- Merremia verdcourtiana
- Merremia verecunda
- Merremia verruculosa
- Merremia vitifolia
- Merremia xanthophylla

Selon The Plant List (13 septembre 2017) :
- Merremia aegyptia (L.) Urb.
- Merremia ampelophylla Hallier f.
- Merremia aturensis (Kunth) Hallier f.
- Merremia aurea (Kellogg) O'Donell
- Merremia austinii McDonald
- Merremia bipinnatipartita Hallier f.
- Merremia boisiana (Gagnep.) Ooststr.
- Merremia caloxantha (Diels) Staples & R.C. Fang
- Merremia cissoides (Lam.) Hallier f.
- Merremia collina S.Y. Liu
- Merremia contorquens (Choisy) Hallier f.
- Merremia cordata C.Y. Wu & R.C. Fang
- Merremia digitata (Spreng.) Hallier f.
- Merremia discoidesperma (Donn. Sm.) O'Donell
- Merremia dissecta (Jacq.) Hallier f.
- Merremia eberhardtii (Gagnep.) T.N. Nguyen
- Merremia emarginata (Burm. f.) Hallier f.
- Merremia flagellaris (Choisy) O'Donell
- Merremia gemella (Burm. f.) Hallier f.
- Merremia gorinii Chiov.
- Merremia grandiflora Ooststr.
- Merremia guerichii A. Meeuse
- Merremia hainanensis H.S. Kiu
- Merremia hassleriana (Chodat) Hassl.
- Merremia hederacea (Burm. f.) Hallier f.
- Merremia hemmingiana Verdc.
- Merremia hirta (L.) Merr.
- Merremia hungaiensis (Lingelsh. & Borza) R.C. Fang
- Merremia kentrocaulos Rendle
- Merremia longipedunculata R.C. Fang
- Merremia macdonaldii S. Valencia & M. Martínez G.
- Merremia macrocalyx (Ruiz & Pav.) O'Donell
- Merremia malvifolia Rendle
- Merremia maypurensis Hallier f.
- Merremia medium (L.) Hallier f.
- Merremia multisecta Hallier f.
- Merremia palmata Hallier f.
- Merremia palmeri (Hallier) Hallier f.
- Merremia peltata (L.) Merr.
- Merremia pierrei (Gagnep.) P.H. Hô
- Merremia pinnata (Hochst. ex Choisy) Hallier f.
- Merremia platyphylla (Fernald) O'Donell
- Merremia pterygocaulos (Choisy) Hallier f.
- Merremia quinata (R. Br.) Ooststr.
- Merremia quinquefolia (L.) Hallier f.
- Merremia repens D.F. Austin & Staples
- Merremia semisagitta Dandy
- Merremia sibirica (L.) Hallier f.
- Merremia similis Elmer
- Merremia subsessilis (Courchet & Gagnep.) T.N. Nguyen
- Merremia ternifoliola Pittier
- Merremia tomentosa Hallier
- Merremia tonkinensis (Gagnep.) T.N. Nguyen
- Merremia tridentata (L.) Hallier f.
- Merremia tuberosa (L.) Rendle
- Merremia umbellata (L.) Hallier f.
- Merremia verecunda Rendle
- Merremia verruculosa S.Y. Liu
- Merremia vitifolia (Burm. f.) Hallier f.
- Merremia weberbaueri Ooststr.
- Merremia wurdackii D.F. Austin & Staples
- Merremia yunnanensis (Courchet & Gagnep.) R.C. Fang

Selon Tropicos (13 septembre 2017) (Attention liste brute contenant possiblement des synonymes) :
- Merremia aegyptia (L.) Urb.
- Merremia alata Rendle
- Merremia alatipes Dammer
- Merremia ampelophylla Hallier f.
- Merremia angustifolia Hallier f.
- Merremia asterotricha Pittier
- Merremia aturensis (Kunth) Hallier f.
- Merremia aurea (Kellogg) O'Donell
- Merremia austinii J.A. McDonald
- Merremia bipinnatipartita Hallier f.
- Merremia boisiana (Gagnep.) Ooststr.
- Merremia borneensis Merr.
- Merremia bowieana Rendle
- Merremia bracteata P.S. Bacon
- Merremia bufalina Merr. & Rendle
- Merremia caespitosa (Roxb.) Hallier f.
- Merremia caloxantha (Diels) Staples & R.C. Fang
- Merremia calycina Haller f.
- Merremia chryseides (Ker Gawl.) Hallier f.
- Merremia cielensis J.A. McDonald
- Merremia cissoides (Lam.) Hallier f.
- Merremia clemensiana Ooststr.
- Merremia collina S.Y. Liu
- Merremia contorquens (Choisy) Hallier f.
- Merremia convolvulacea Dennst. ex Hallier f.
- Merremia cordata C.Y. Wu & R.C. Fang
- Merremia crispatula Prain
- Merremia decurrens (Hand.-Mazz.) H.X. Qiu
- Merremia digitata (Spreng.) Hallier f.
- Merremia discoidesperma (Donn. Sm.) O'Donell
- Merremia dissecta (Jacq.) Hallier f.
- Merremia distillatoria (Blanco) Merr.
- Merremia eberhardtii (Gagnep.) T.N. Nguyen
- Merremia elmeri Merr.
- Merremia emarginata (Burm. f.) Hallier f.
- Merremia ericoides (Meisn.) Hallier f.
- Merremia flagellaris (Choisy) O'Donell
- Merremia gangetica Cufod.
- Merremia gemella (Burm. f.) Hallier f.
- Merremia glabra (Aubl.) Hallier f.
- Merremia gorinii Chiov.
- Merremia grandidentata (C.H. Thomps.) Staples & A.R. Simões
- Merremia grandiflora Ooststr.
- Merremia guerichiana Engl. ex Hallier f.
- Merremia guerichii A. Meeuse
- Merremia hainanensis H.S. Kiu
- Merremia hassleriana (Chodat) Hassl.
- Merremia hastata Hallier f.
- Merremia hastifolia A. Chev.
- Merremia hederacea (Burm. f.) Hallier f.
- Merremia hemmingiana Verdc.
- Merremia hirsuta O'Donell
- Merremia hirta (L.) Merr.
- Merremia hungaiensis (Lingelsh. & Borza) R.C. Fang
- Merremia kentrocaulos Rendle
- Merremia kingii Kerr
- Merremia kuhlmannii (Hoehne) Barroso
- Merremia linearifolia Hallier f.
- Merremia lobulibracteata E. Carranza & Murguia
- Merremia longipedunculata (C.Y. Wu) R.C. Fang
- Merremia macdonaldii S. Valencia & Mart. Gord.
- Merremia macrocalyx (Ruiz & Pav.) O'Donell
- Merremia malvifolia Rendle
- Merremia mammosa Hallier f.
- Merremia martini (H. Lév.) Staples & A.R. Simões
- Merremia maypurensis Hallier f.
- Merremia medium (L.) Hallier f.
- Merremia multisecta Hallier f.
- Merremia nervosa Pittier
- Merremia palmata Hallier f.
- Merremia palmeri (S. Watson) Hallier f.
- Merremia parviflora Pittier
- Merremia peltata (L.) Merr.
- Merremia pentaphylla (L.) Hallier f.
- Merremia pes-draconis Hallier f.
- Merremia petaloidea Burkill
- Merremia pierrei (Gagnep.) P.H. Hô
- Merremia pinnata (Hochst. ex Choisy) Hallier f.
- Merremia pinnatifida (Kunth) Hallier f.
- Merremia platyphylla (Fernald) O'Donell
- Merremia poranoides Hallier f.
- Merremia potentilloides (Meisn.) Hallier f.
- Merremia pterygocaulos (Choisy) Hallier f.
- Merremia pulchra Ooststr.
- Merremia quinata (R. Br.) Ooststr.
- Merremia quinquefolia (L.) Hallier f.
- Merremia rajasthanensis
- Merremia repens D.F. Austin & Staples
- Merremia rhynchorrhiza Hallier f.
- Merremia riedeliana Hallier f.
- Merremia semisagitta (Griseb. ex Peter) Dandy
- Merremia sibirica (L.) Hallier f.
- Merremia similis Elmer
- Merremia subpalmata Verdc.
- Merremia subsessilis (Courchet & Gagnep.) T.N. Nguyen
- Merremia ternifoliola Pittier
- Merremia tomentosa (Choisy) Hallier
- Merremia tonkinensis (Gagnep.) T.N. Nguyen
- Merremia tridentata (L.) Hallier f.
- Merremia triquetra G. Rob.
- Merremia tuberosa (L.) Rendle
- Merremia turpethum (L.) Bojer
- Merremia umbellata (L.) Hallier f.
- Merremia verecunda Rendle
- Merremia verruculosa S.Y. Liu
- Merremia vitifolia (Burm. f.) Hallier f.
- Merremia weberbaueri Ooststr.
- Merremia wilsonii Verdc.
- Merremia wurdackii D.F. Austin & Staples
- Merremia yunnanensis (Courchet & Gagnep.) R.C. Fang